# Saul zsidó király
Saul zsidó király (héberül: שָׁאוּל, Šāʾūl; Kr. e. 1079 – Kr. e. 1007) Benjámin törzsének tagja, a Biblia alapján kb. Kr. e. 1047–1007 között Izrael első királya.
Saul királyságának létezése nem általánosan elfogadott  és nincs elegendő Biblián kívüli bizonyíték annak igazolására, hogy a bibliai beszámoló tükrözi-e a történelmi valóságot.

## Élete a Biblia alapján
A Biblia alapján Benjámin törzséből származott. A Kr. e. 11. században a zsidó törzsek a filiszteusok és az ammóniak sorozatos támadásainak voltak kitéve. Az ellenük folytatott védekezés vezére volt Saul, s a veszély elhárítása érdekében szükség volt az egységes hadvezetésre és irányításra. Ettől a céltól vezérelve Saul egyesítette Izrael tizenkét törzsét. A Biblia szerint Isten parancsára Sámuel próféta kente fel királlyá Sault, s ezzel megvalósult a királyságra való áttérés, amit a külső támadás veszélye mellett az egyistenhit is erősen motivált, mely erősen eltért a környező népek hitbéli elképzeléseitől.
Saul több hadjáratot is vezetett a filiszteusok ellen az első időkben sikerrel. Az államigazgatás szervezetét azonban nem sikerült neki létrehoznia, csupán az állandó hadsereg megteremtése felé tett maradandó eredményt hozó lépéseket. Idegbetegségben szenvedett, ami eluralkodott rajta. A legenda szerint Dávid hárfajátékával igyekezett a király búskomorságát enyhíteni. Dávid feleségül vette Saul leányát, Mikhált, s ezáltal a király veje lett. A király később azonban szembekerült Sámuellel és Dáviddal is. Végül egy filiszteusok elleni csatában a Gilboa hegyen, miután a harcban három fiát is megölték, a fogságba esés elől menekülve kardjába dőlve öngyilkos lett. Halála után a nép Dávidot választotta királlyá.

## Szépirodalom
- Stefan Heym: Dávid király krónikája (ford. Görög Lívia), Budapest, Európa Könyvkiadó, 1987.